# Mourmansk (croiseur, 1955)
Pour les articles homonymes, voir Mourmansk (homonymie).
Le Mourmansk (russe : Мурманск) était un croiseur soviétique de la classe Sverdlov en service dans la Marine soviétique et dans la Flotte du Nord de la Flotte maritime militaire de Russie.

## Démantèlement
En 1994, alors qu'il fait route vers l'Inde pour y être démantelé, les câbles du remorqueurs cèdent. Le navire restera au large des côtes norvégiennes pendant presque 20 ans. Depuis mai 2012, après la découverte de substances radioactives dans ses cales, le bâtiment est détruit sur place. La société AF Decom, responsable du chantier, entreprend en 2009 un travail préparatoire gigantesque; il consiste à créer une double enceinte: un brise-lames et une digue;  autour de l’épave, pour la désenvaser, l’assécher et l’éliminer morceau par morceau. Le projet a été achevé en 2013.